# Kamień runiczny z kościoła w Angarn

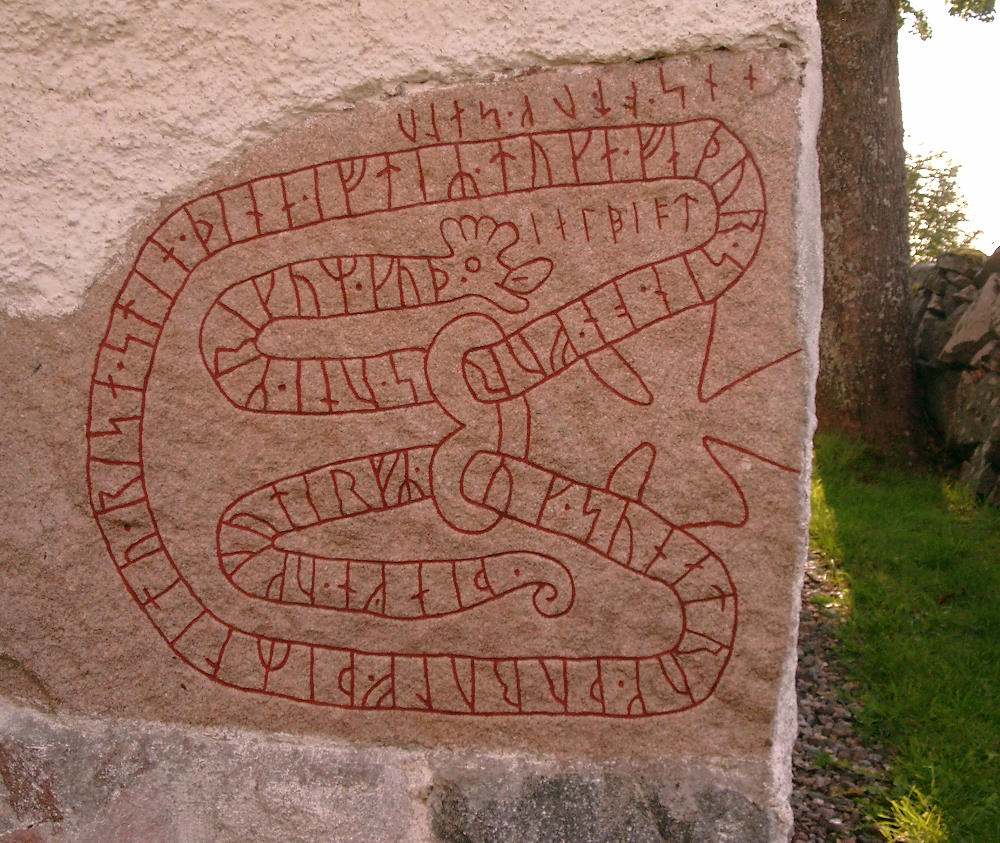
Zdjęcie kamienia

Kamień runiczny z kościoła w Angarn (U 201) – kamień runiczny znajdujący się w ścianie kościoła w Angarn (Angarns kyrka) w gminie Vallentuna w szwedzkiej prowincji Uppland. Datowany na okres między 1010 a 1050 rokiem. 
Wykonany z czerwonego granitu kamień ma wymiary 2,25 × 1,17 m. Wmurowany jest w ścianę w północno-wschodnim narożniku zakrystii. Po raz pierwszy wspomniany został w 1699 roku przez Johana Peringskiölda. Inskrypcja zaczyna od ogona węża i biegnie w kierunku jego głowy. Ponieważ artysta źle rozplanował ułożenie tekstu, napis nie zmieścił się w obrębie ciała gada i końcowe runy zostały dopisane z boku. Napis jest epitafium o treści:
* þiagn * uk * kutirfR * uk * sunatr * uk * þurulf * þiR * litu * risa * stin * þina * iftiR * tuka * faþur * sin * on * furs * ut i * krikum * kuþ * ialbiotans * ot * uk * salu
co znaczy:
Þiagn i GautdiafR (?) i Sunnhvatr (?) i ÞorulfR, oni kazali wznieść ten kamień dla Toki, ojca swego. On zginął w Grecji. Boże, pomóż jego duchowi i duszy.